# Филфань
Филфань, Филфані (рум. Fâlfani) — село у повіті Арджеш в Румунії. Входить до складу комуни Столніч.
Село розташоване на відстані 107 км на захід від Бухареста, 29 км на південь від Пітешть, 81 км на північний схід від Крайови, 134 км на південний захід від Брашова.

## Населення
За даними перепису населення 2002 року у селі проживали 208 осіб, усі — румуни. Усі жителі села рідною мовою назвали румунську.